# Europa (ウェブサイト)
Europaは、欧州委員会が設置する欧州連合の公式ウェブサイトである。

## 概要
欧州連合の機関や制度に係わる解説や公文書、記者発表、統計など、様々な情報を掲載する。
欧州委員会および欧州連合のすべての機関ウェブサイトは、Europaドメイン（europa.eu）上に置かれることが求められている。各機関のウェブサイトはEuropaドメインのサブドメインを持つ場合もある。
名称の "Europa" はヨーロッパを意味するラテン語であり、この語源は簡潔さから通貨名のユーロやトップレベルドメインの.euの命名にも応用された。

## 歴史
1995年2月、ブリュッセルで開催された「情報社会に関するG7閣僚会合」に先立ち開設された。当初はこの会合のために開設されたが、やがて掲載される情報が増大し、1999年には100万件の文書を掲載する規模となり、今日では欧州連合発のあらゆる情報を掲載する場となっている。
開発は欧州委員会の第10総局（情報通信文化および視聴覚メディア総局）を中心におこなわれた。現在では、Europaドメインや、欧州連合のゲートウェイページは、欧州委員会の通信総局によって管理されている。
当初のドメインはcec.luであったが、まもなくeuropa.eu.intドメインへ移行し、2005年に同年発足した.euトップレベルドメインを使用したeuropa.euドメインへ移行した。